# 라이트 노벨 삽화가 목록
본 목록에서는 라이트 노벨에 삽화를 제공하는 인물에 대한 목록을 나열한다.

## ㅇ
- abec
- Ein

## 같이 보기
- 라이트 노벨 작가 목록
- 라이트 노벨 계열 레이블 목록